# 門外
門外（かどけ）は、青森県弘前市の地名。郵便番号は036-8111。「かどげ」とも呼ばれる。

## 地理
- 南部をJR奥羽本線・青森県道260号石川百田線・青森県道144号平賀門外線、中央部を国道7号が貫き、北部を弘南鉄道弘南線が通る。
- 北は新里、東は川合、南は堀越、西は小比内・扇町に接する。

### 小字
小字として川面・栄田・下松元・富岡・村井がある。

## 沿革
- 1889年（明治22年） - 当初は堀越村の一部で、のちに門外一-四丁目になる。
- 1891年（明治24年） - 人口717・戸数124・厩73・学校1・水車1であった。
- 1955年（昭和30年） - 弘前市の大字になる。

## 世帯数と人口
2017年（平成29年）6月1日現在の世帯数と人口は以下の通りである。
| 丁目・大字       | 世帯数  | 人口    |
| ---------------- | ------- | ------- |
| 門外一丁目       | 175世帯 | 421人   |
| 門外二丁目       | 88世帯  | 219人   |
| 門外三丁目       | 135世帯 | 302人   |
| 門外四丁目       | 172世帯 | 409人   |
| 門外（小字全域） | 1世帯   | 1人     |
| 計               | 571世帯 | 1,352人 |

## 施設

### 教育
- 社会福祉法人弘前草右会隆親保育園
- 弘前市立堀越小学校

### 医療
- 弘前東洋整体治療院
- 小笠原クリニック

### 福祉
- つるかめケアセンター

### 商業
- セブン-イレブン弘前門外2丁目店
- 弘前ドライクリーニング工場広野工場

### 公共
- 市立堀越公民館

## 小・中学校の学区
市立小・中学校に通う場合、学区は以下の通りとなる。
| 大字       | 番・番地 | 小学校             | 中学校             |
| ---------- | -------- | ------------------ | ------------------ |
| 門外       | 全域     | 弘前市立堀越小学校 | 弘前市立第五中学校 |
| 門外一丁目 | 全域     | 弘前市立堀越小学校 | 弘前市立第五中学校 |
| 門外二丁目 | 全域     | 弘前市立堀越小学校 | 弘前市立第五中学校 |
| 門外三丁目 | 全域     | 弘前市立堀越小学校 | 弘前市立第五中学校 |
| 門外四丁目 | 全域     | 弘前市立堀越小学校 | 弘前市立第五中学校 |

## 交通
- 弘南バス
  - 門外十文字、門外、門外東口（弘前バスターミナル - 大鰐南団地・碇ヶ関線）停留所。
  - 門外十文字、門外、門外東口、元門外（弘前バスターミナル - 薬師堂北口線）停留所。
  - 門外十文字、門外、門外西口（弘前駅 - 松森町・門外経由 - 自衛隊線）停留所。